# صنداي أكينبولي
أيونفي صنداي أكينبولي (بالإنجليزية: Sunday Akinbule) (مواليد 27 أكتوبر) هو لاعب كرة قدم نيجيري لعب سابقاً في نادي الوشم.

## روابط خارجية
- صنداي أكينبولي على موقع Soccerway.com (الإنجليزية)